# Toyota Land Cruiser
Toyota Land Cruiser – osobowy samochód terenowy produkowany przez japoński koncern motoryzacyjny Toyota Motor Corporation od 1954 roku.

## Historia
Próbę stworzenia samochodu terenowego przeznaczonego m.in. dla wojska, Toyota podjęła w 1941 roku. Pierwszy prototyp pojazdu, o nazwie AK10 powstał w 1941 roku. Auto wzorowane było na amerykańskim pojeździe Bantam MK-II. Tuż po wojnie zbudowany został kolejny prototyp pojazdu przeznaczony dla służb obrony kraju, który zbudowany został na podwoziu przedwojennego pickupa Toyopet SB. Z powodu zbyt słabej mocy pojazdu projekt został odrzucony. W 1951 roku zbudowany został kolejny prototyp pojazdu. Nazwany został Toyota Jeep oraz oznaczony symbolem BJ. Pierwsze egzemplarze wyjechały z taśm produkcyjnych w 1953 roku. Po protestach firmy Willys, która już w 1946 roku zastrzegła sobie nazwę Jeep, Toyota zmieniła nazwę modelu BJ na Land Cruiser. Nazwa Land Cruiser (z ang. „lądowy krążownik”) bezpośrednio nawiązywała do innego konkurenta – samochodu Land Rover („lądowy włóczęga, wędrowiec”).

### Oznaczenia numeryczne
W 1955 roku wprowadzono oznaczenia numeryczne. Ich rozszyfrowanie jest stosunkowo proste i wygląda następująco:
- litery umieszczone przed literą J są kodem zastosowanego silnika,
- litera J i pierwsza z dwóch, lub pierwsze dwie z trzech cyfr oznaczają serię podwozia,
- ostatnia cyfra, to oznaczenie wersji podwoziowej, nadwoziowej lub kolejnej modyfikacji.

W pierwszych modelach dodawano jeszcze dodatkowo na końcu kolejne litery oznaczające rodzaj nadwozia, np. V dla oznaczenia wersji Wagon (a w zasadzie Van ze względu na użytkowy charakter tych pojazdów), czyli kombi.
Tak więc Land Cruiser KDJ125 to model na podwoziu serii J12, wyposażony w silnik serii KD (w wersji 1KD-FTV – 3.0 l. turbodiesel), z krótkim, trzydrzwiowym nadwoziem oznaczonym literą 5.

## Toyota Land Cruiser J20
Toyota Land Cruiser J20 produkowana była w latach 1955 – 1960.
Samochód różnił się wyglądem przedniej części nadwozia od pierwowzoru – BJ. Podstawową różnicą między modelami było m.in. umieszczenie reflektorów, które przeniesione zostały ze zderzaków na pas przedni. Modele wojskowe pozbawione były drzwi oraz posiadały składaną przednią szybę. Pod koniec 1955 roku wprowadzono do produkcji wersję z mocniejszą jednostką napędową. W 1956 roku zaprezentowano model BJ35, który był 3-drzwiowym kombi z dużym rozstawem osi. W 1958 roku pojawiło się podwozie oznaczone J28, dłuższe od J25 oraz krótsze od J35.

### Silniki
- Benzynowe:
  - R6 3.4 (3380 cm³) OHV 85 KM
  - R6 3.9 (3878 cm³) OHV 105 – 125 KM

## Toyota Land Cruiser J40
Toyota Land Cruiser J40 została po raz pierwszy zaprezentowana w 1960 roku. Pojazd był zmodernizowaną wersją J20.

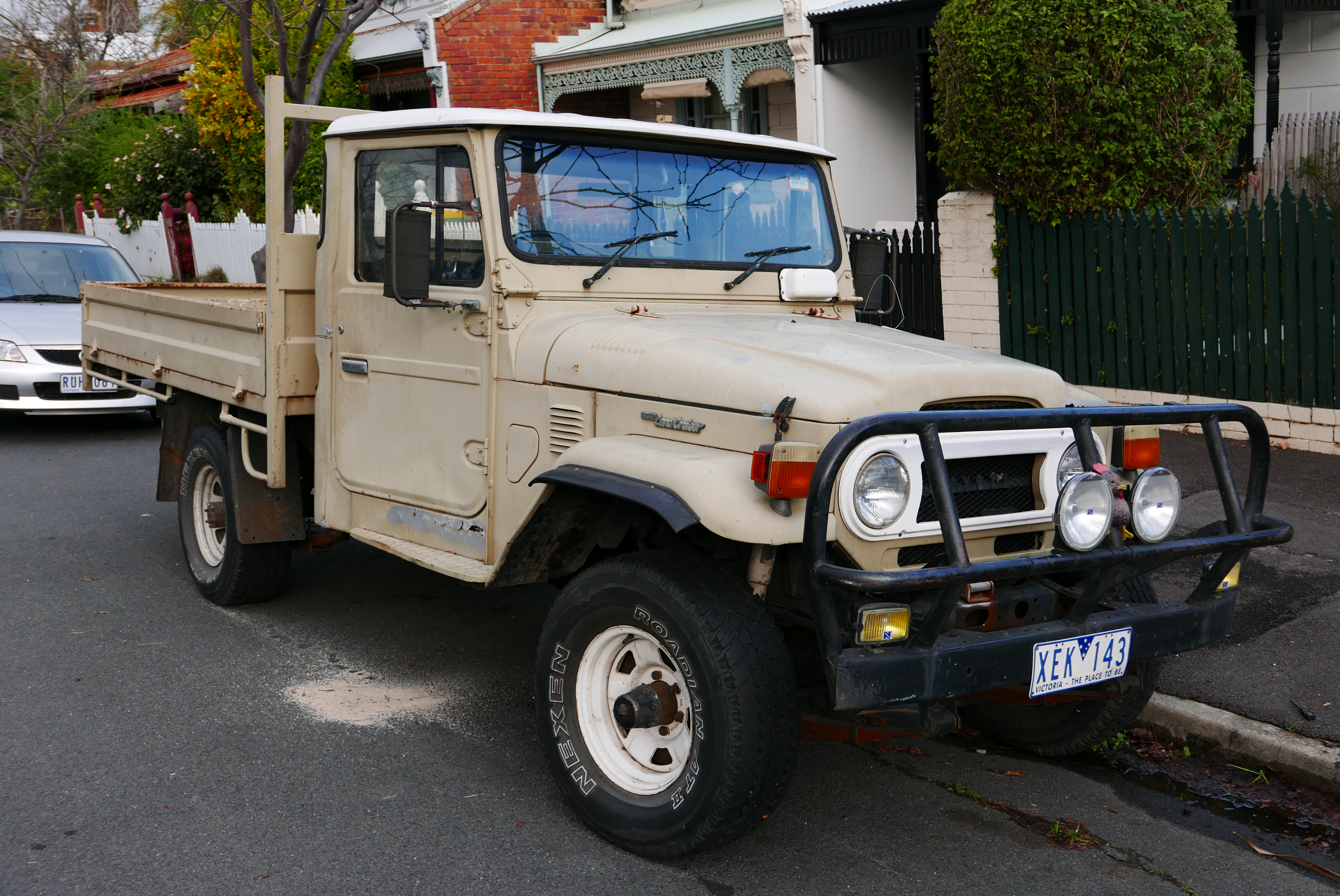
Toyota Land Cruiser J47 pickup

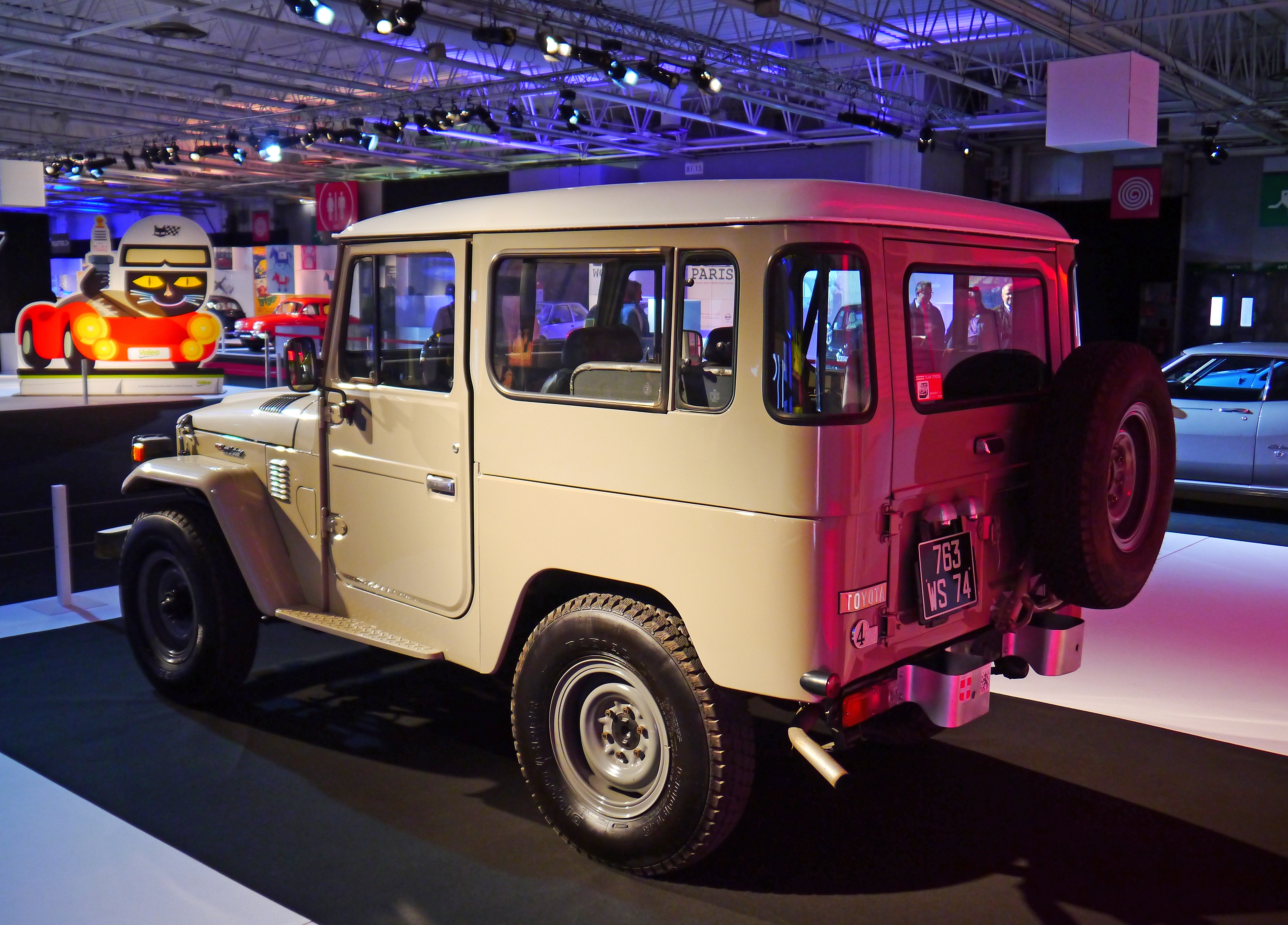
Toyota Land Cruiser w wersji kombi 3d – tył

Zaoferowane zostały trzy podwozia o różnych rozstawach osi, krótkie: J40, J41 i J42, średnie: J43, J44 i J46 oraz długie: J45 i J47. Na bazie krótkiego i średniego nadwozia zbudowane zostały wersje z miękkim i twardym dachem, a na długim pickup i kombi. W 1967 roku wersję kombi zastąpił model J55 dzięki czemu produkcję pojazdu rozdzielono na dwa odrębne modele.
Seria J40 oferowana była na świecie do 1984 roku, gdy pojawiła się seria J70. Auto produkowane było do 2001 roku w Brazylii jako Toyota Bandeirante.

### Bandeirante
Produkcję wersji Bandeirante przeznaczonej na rynek brazylijski rozpoczęto w 1959 roku. W 1973 roku w pojazdach zastosowane zostały wysokoprężne jednostki napędowe konstrukcji Mercedes-Benz. Od 1983 roku montowano w pojeździe prostokątne reflektory, a dwa lata później zmieniona została deska rozdzielcza. W 1994 roku wysokoprężne jednostki Mercedesa zastąpione zostały jednostkami skonstruowanymi przez należącą do Toyoty firmę Daihatsu. Produkcję pojazdu zaprzestano w 2001 roku.

### Silniki
- Benzynowe:
  - R6 3.9 (3978 cm³) OHV 105 – 125 KM
  - R6 4.2 (4230 cm³) OHV 140 KM
- Wysokoprężne:
  - R4 3.0 (2977 cm³) OHV 85 KM
  - R4 3.2 (3168 cm³) OHV 84 KM
  - R4 3.4 (3431 cm³) OHV 90 KM
  - R6 3.6 (3576 cm³) OHV 90 KM
  - R4 3.7 (3661 cm³) OHV 96 KM
  - R4 3.8 (3784 cm³) OHV 85 KM
  - R4 4.0 (3972 cm³) OHV 90 KM
  - R6 4.0 (3980 cm³) OHV 103 KM

## Toyota Land Cruiser J55
Toyota Land Cruiser J55 została po raz pierwszy zaprezentowana w 1967 roku. Model stał się pierwszym, oddzielnym, dużym, osobowym modelem serii Land Cruiser.

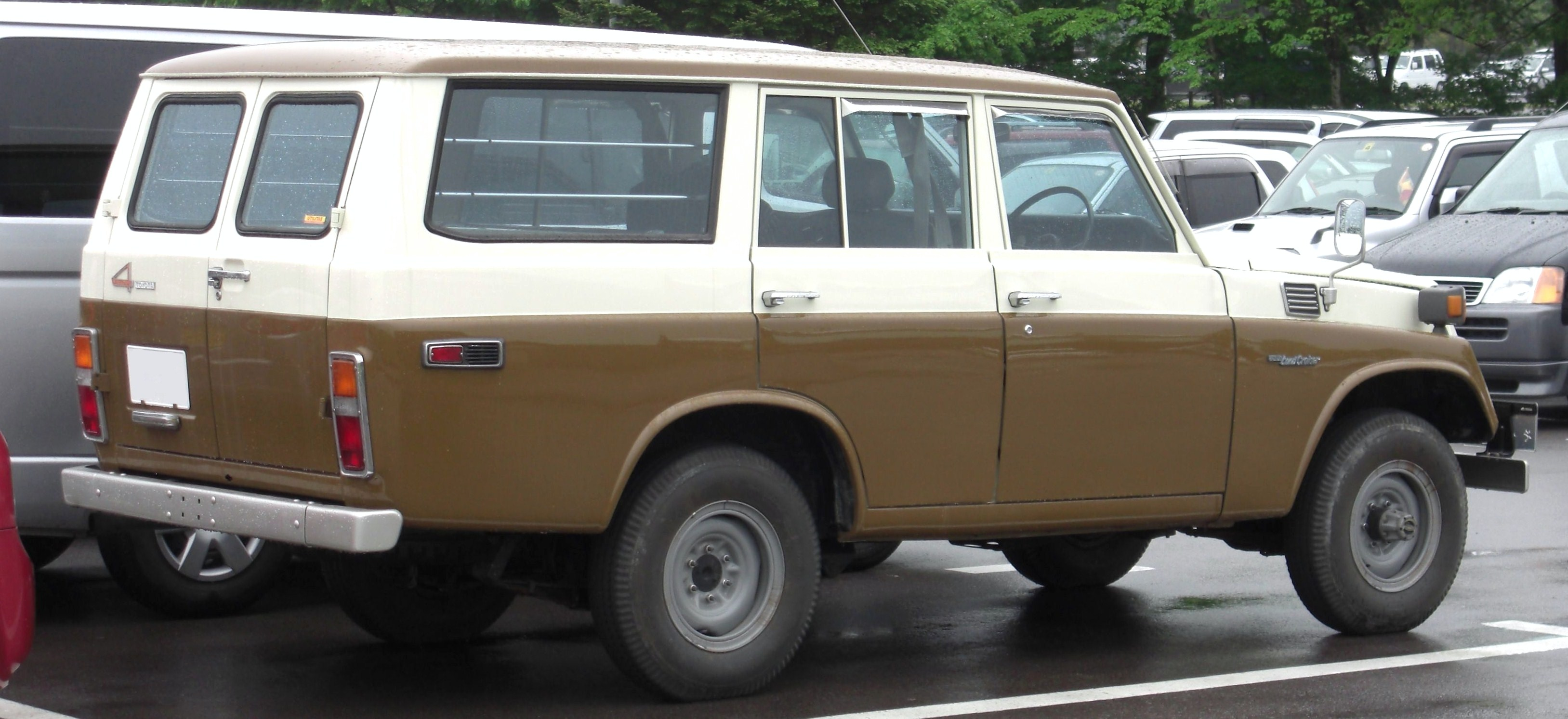
Toyota Land Cruiser J55 – tył

Auto było pierwszym prawdziwym modelem Land Cruiserem kombi skonstruowanym od podstaw. Auto zapewniało komfort porównywalny z ówcześnie produkowanymi samochodami osobowymi. Auto zamówić można było z opuszczaną tylną klapą lub z podwójnymi drzwiami otwieranymi na bok. Produkcje pojazdu zakończono w 1980 roku.

### Silniki
- Benzynowe:
  - R6 3.9 (3878 cm³) 130 – 155 KM
  - R6 4.2 (4230 cm³) 140 KM

## Toyota Land Cruiser J60
Toyota Land Cruiser J60 produkowana była w latach 1980 – 1990.

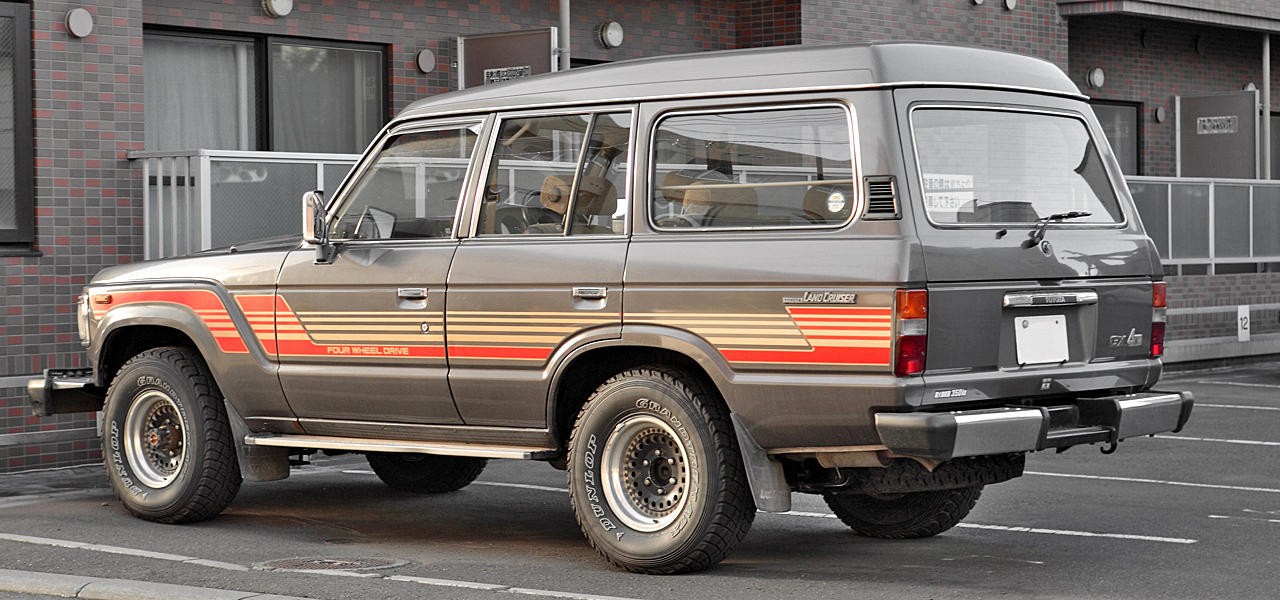
Toyota Land Cruiser J60 – tył

Pojazd w stosunku do poprzednika był większy, cięższy, szybszy i bardziej komfortowy. W sierpniu 1987 roku wprowadzono do oferty turbodoładowany silnik wysokoprężny.

### Silniki
- Benzynowe:
  - R6 4.0 (3955 cm³) 150 KM
  - R6 4.0 (3955 cm³) 155 KM
  - R6 4.2 (4230 cm³) 145 KM
- Wysokoprężne:
  - R4 3.4 (3431 cm³) 98 KM
  - R6 4.0 (3980 cm³) 115 KM
  - R6 4.0 Turbo (3980 cm³) 136 KM

## Toyota Land Cruiser J70
Toyota Land Cruiser J70 została po raz pierwszy zaprezentowana w 1984 roku.

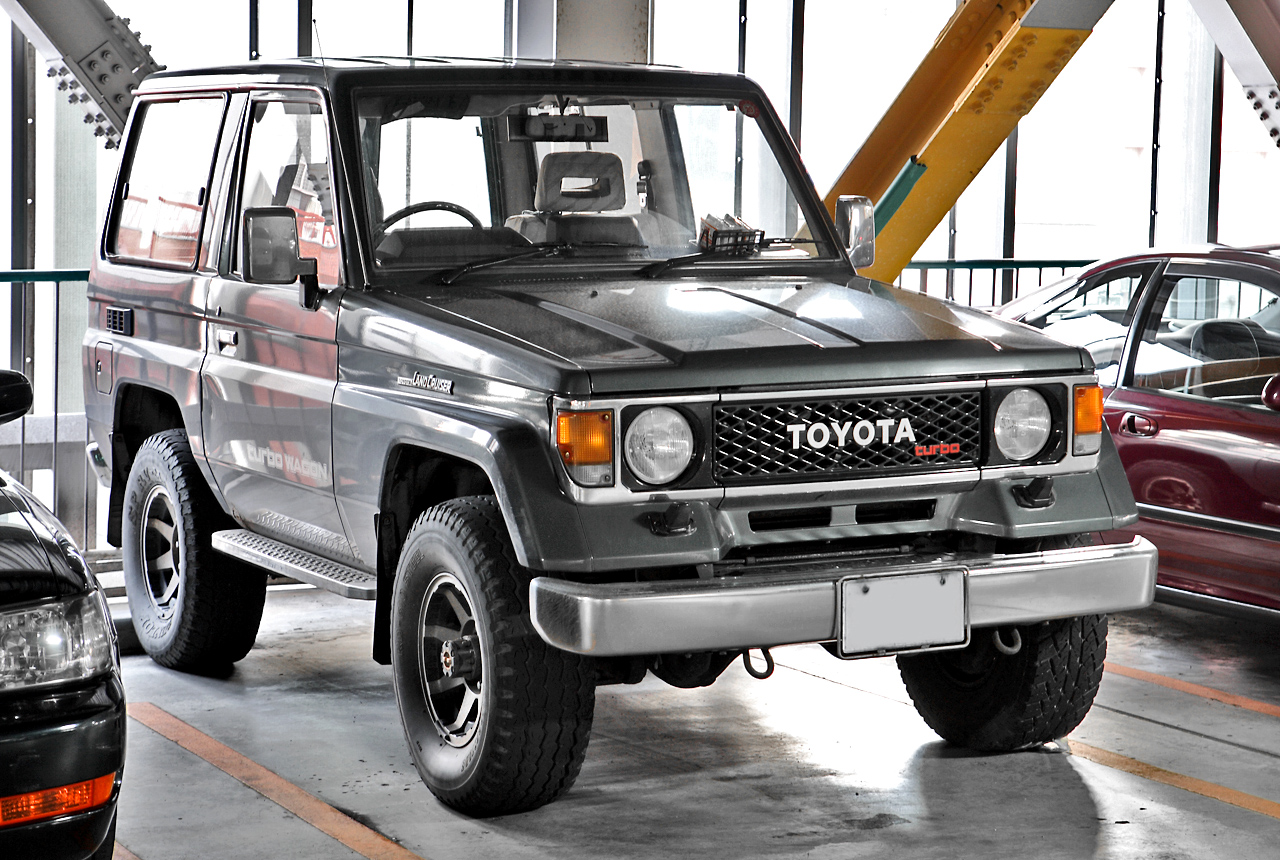
Toyota Land Cruiser J70 Prado 3d

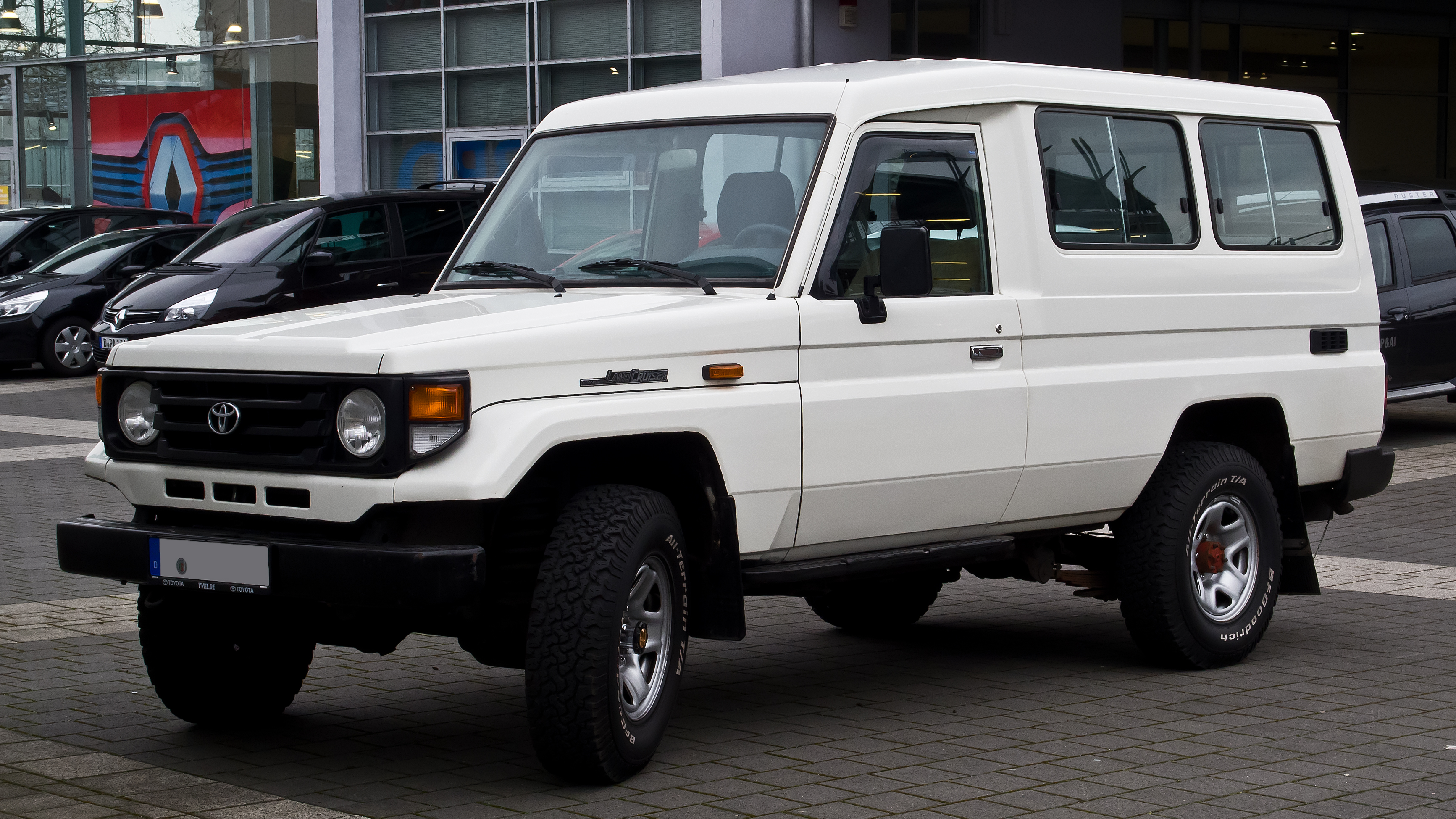
Toyota Land Cruiser J78 (Troopy, Bushtaxi), lata 1999-2006

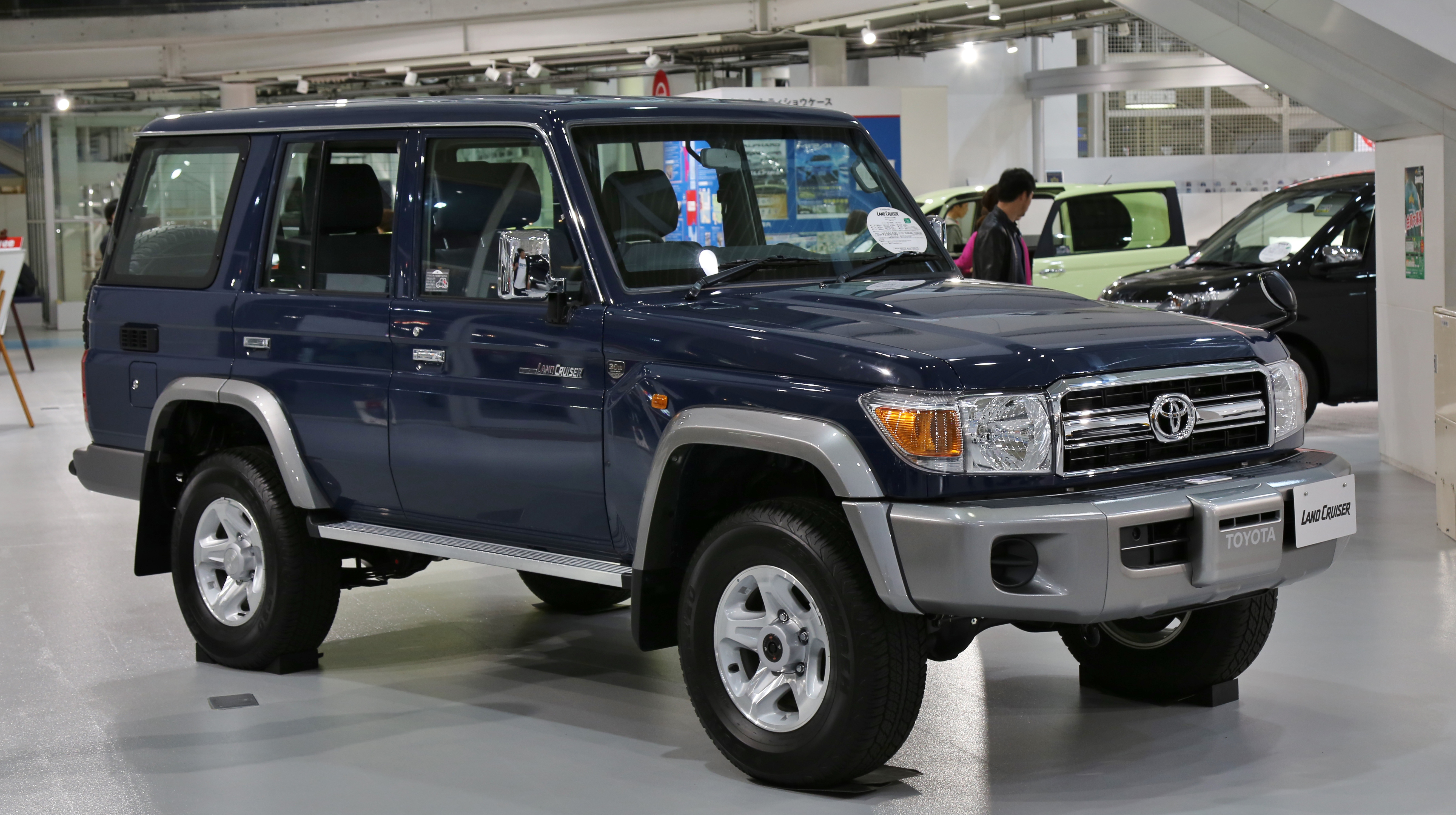
Toyota Land Cruiser J76 po liftingu w 2007 roku

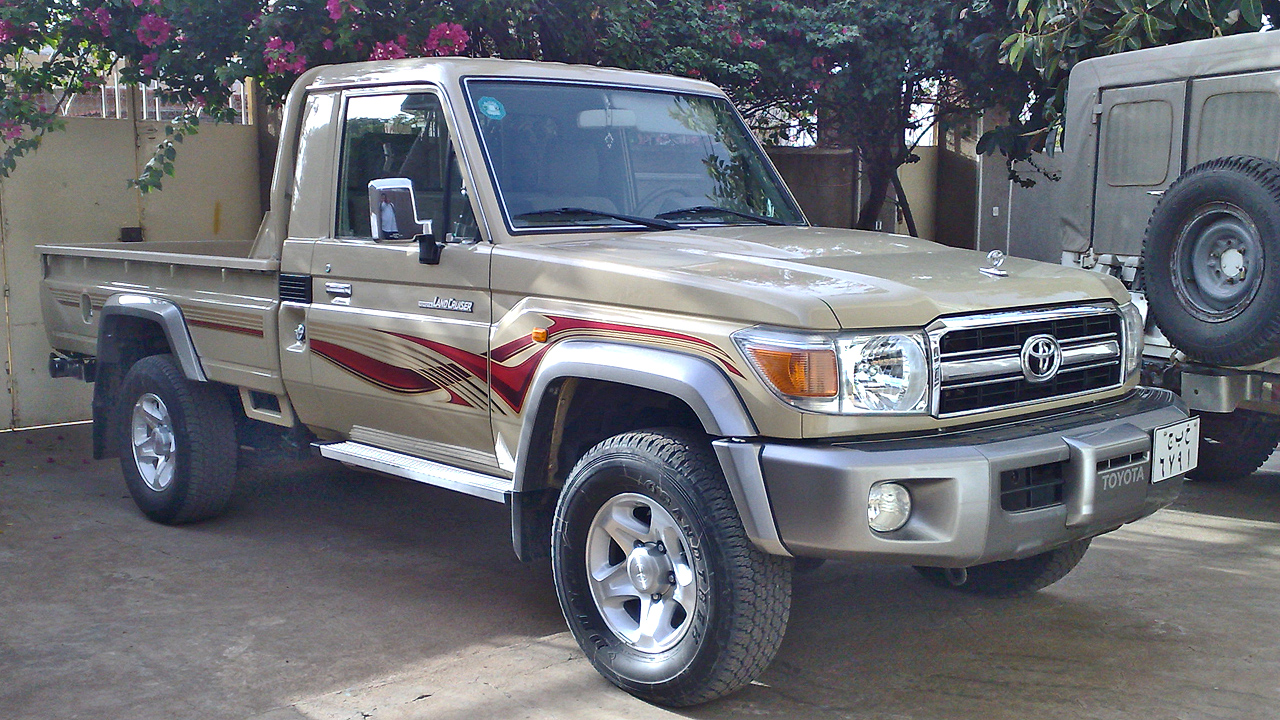
Toyota Land Cruiser J79 pickup po liftingu w 2007 roku

Rama o długim rozstawie osi była bazą dla 5-drzwiowej wersji kombi pojazdu, długiej 3-drzwiowej, a także podwyższonej Troop Carrier (ang. transportowiec) mieszczącej do 11 osób oraz pickup. Produkcję wersji 5-drzwiowej zakończono w 1998 roku. Pozostałe wersje produkowane są do dziś w Wenezueli oraz Australii.
Toyota zdecydowała się na wprowadzenie dwóch linii modelu J7 - heavy duty stworzone do ciężkiej pracy oraz bardziej komfortowy light duty.
Wersję light duty nazwano Bundera a po 1990 roku Prado.
Pojazdy te były propozycją dla osób ceniących sobie komfort, ale nie wybierających się często w teren. Zasadnicza różnica w budowie polegała na układzie przeniesienia napędu. Do napędu pojazdu użyto silników o mniejszych pojemnościach. Modele J7  w wersji light duty produkowano do 1996 roku, jego następcą była seria J9.
Wersja australijska heavy duty przeszła w 1999 roku modernizację zmieniając jednocześnie oznaczenia na J78 (Troop Carrier) i J79 (pickup superlong). Główną zmianą było zastosowanie przedniego mostu napędowego z serii J80 i jego zawieszenia opartego na sprężynach śrubowych, a także poszerzenie kabiny.
W 2007 roku przeprowadzona została kolejna modernizacja serii J70. Pojazd otrzymał nowy pas przedni, przypominający nieco przód amerykańskiego pickupa Forda – model F-150 z początku lat 90. Kształt przednich reflektorów został dostosowany do obecnej wówczas linii stylistycznej marki. Przy okazji liftingu zastosowano całkowicie nowy, ośmiocylindrowy silnik wysokoprężny o pojemności 4.5 l wyposażony w turbosprężarkę.

### Silniki
- Benzynowe:
  - R4 2.4 (2367 cm³) 105 KM
  - R4 2.7 (2693 cm³) 150 KM
  - R6 4.0 (3955 cm³) 150 KM
  - R6 4.5 (4477 cm³) 215 KM
- Wysokoprężne:
  - R4 2.4 Turbo (2446 cm³) 86 KM
  - R4 2.4 Turbo (2446 cm³) 97 KM
  - R4 2.8 (2779 cm³) 91 KM
  - R4 3.0 Turbo (2982 cm³) 130 – 145 KM
  - R4 3.4 (3431 cm³) 98 KM
  - R4 3.4 Turbo (3431 cm³) 120 KM
  - R5 3.5 (3470 cm³) 115 KM
  - R6 4.0 (3980 cm³) 115 KM
  - R6 4.2 (4164 cm³) 135 KM
  - R6 4.2 Turbo (4164 cm³) 168 KM
  - V8 4.5 Turbo DOHC 204 KM

## Toyota Land Cruiser J80
Toyota Land Cruiser J80 została po raz pierwszy zaprezentowana podczas targów motoryzacyjnych w Tokio w październiku 1989 roku.

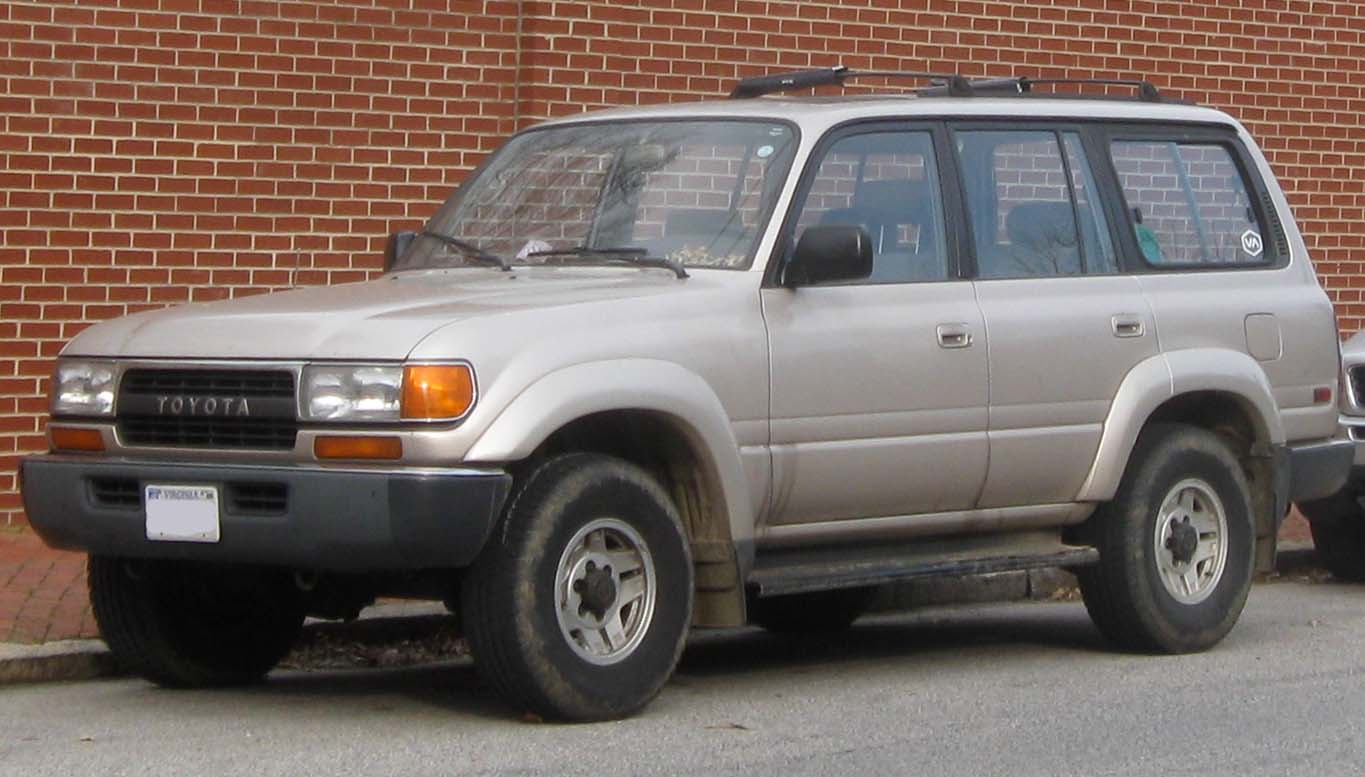
Toyota Land Cruiser J80 przed liftingiem

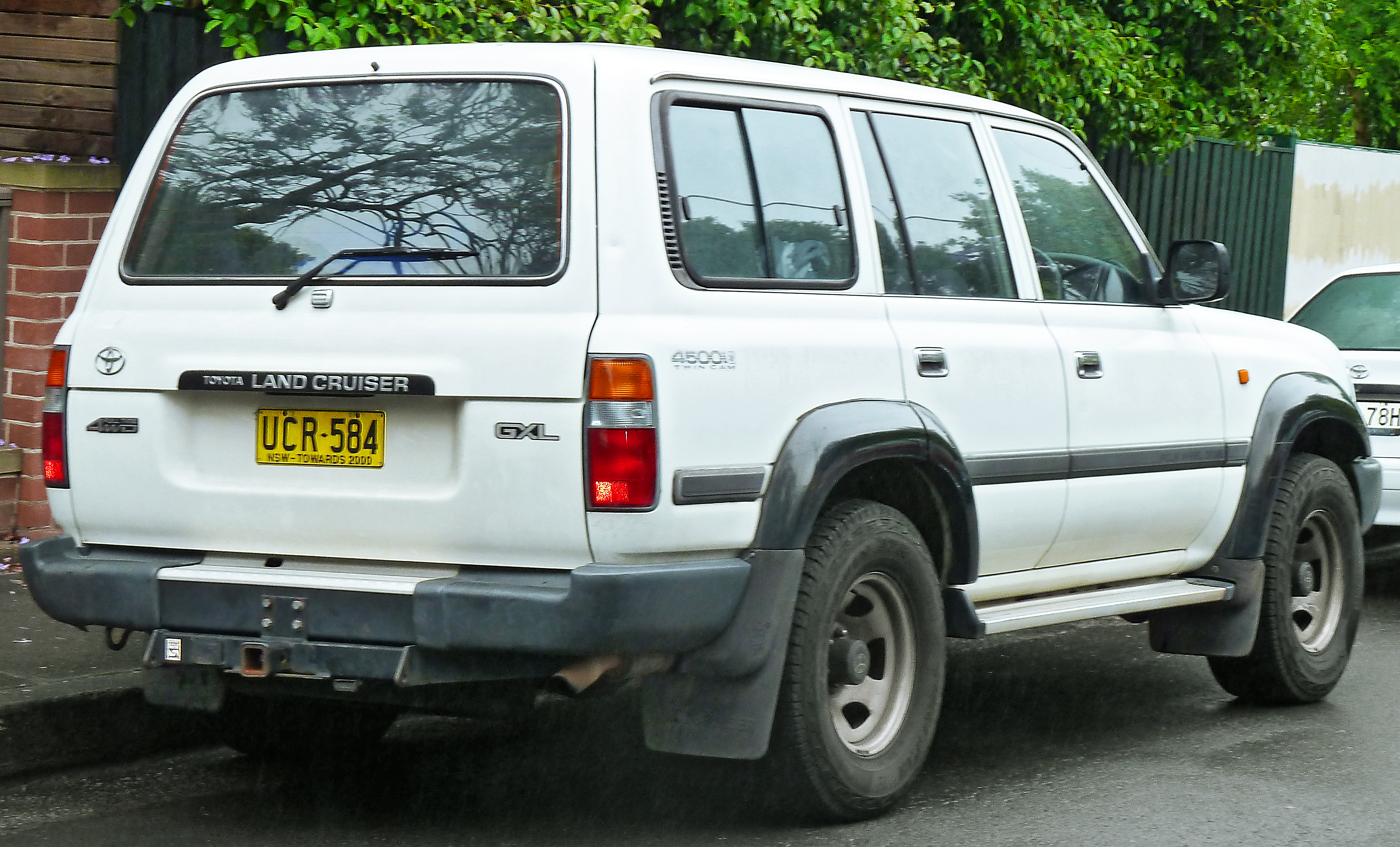
Toyota Land Cruiser J80 po liftingu – tył

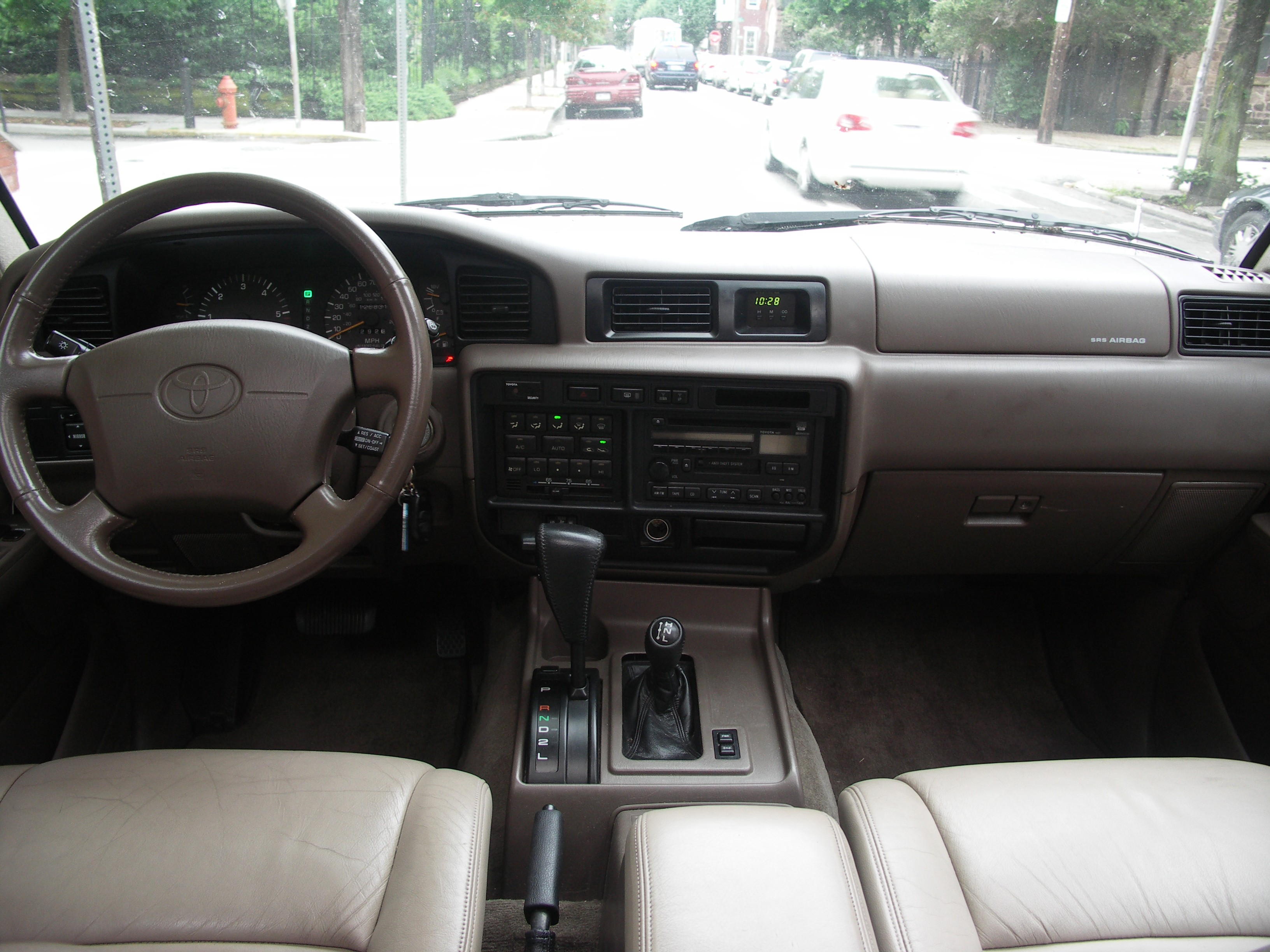
Toyota Land Cruiser J80 po liftingu – wnętrze

W 1995 roku przeprowadzono delikatną modernizację pojazdu. Zmieniono m.in. deskę rozdzielczą oraz przemodelowano przód. Po zakończeniu produkcji pojazdu w Japonii w 1997 roku kontynuowano ją w Wenezueli do 2007 roku, gdzie auto produkowane było od 1992 roku. Samochód nosił tam nazwę Land Cruiser 4500.
W 1995 roku wprowadzono na rynek luksusową wersję pojazdu – Lexus LX.

### Silniki
- Benzynowe:
  - R6 4.0 (3955 cm³) 155/186 KM
  - R6 4.5 (4477 cm³) 215 KM
- Wysokoprężny:
  - R6 4.2 (4164 cm³) 135 KM
  - R6 4.2 Turbo (4164 cm³) 165 KM
  - R6 4.2 Turbo (4164 cm³) 170 KM

### Układ napędowy

#### Mosty napędowe
- przedliftowe turbodiesle- 3.73 czasami z elektrycznymi blokadami 100%, odciążone półosie, wszystkie hamulce tarczowe plus ręczny bębnowy
- diesle- 4.10 bez blokad, tylne półosie dociążone, z tyłu tylko hamulce bębnowe
- poliftowe turbodiesle – 4,10 czasami z elektrycznymi blokadami 100%, odciążone półosie, wszystkie hamulce tarczowe plus ręczny bębnowy
- benzynowe- 4,10 czasami z elektrycznymi blokadami 100%, odciążone półosie, wszystkie hamulce tarczowe plus ręczny bębnowy

## Toyota Land Cruiser J90
Toyota Land Cruiser J90 produkowana była w latach 1996 – 2002.

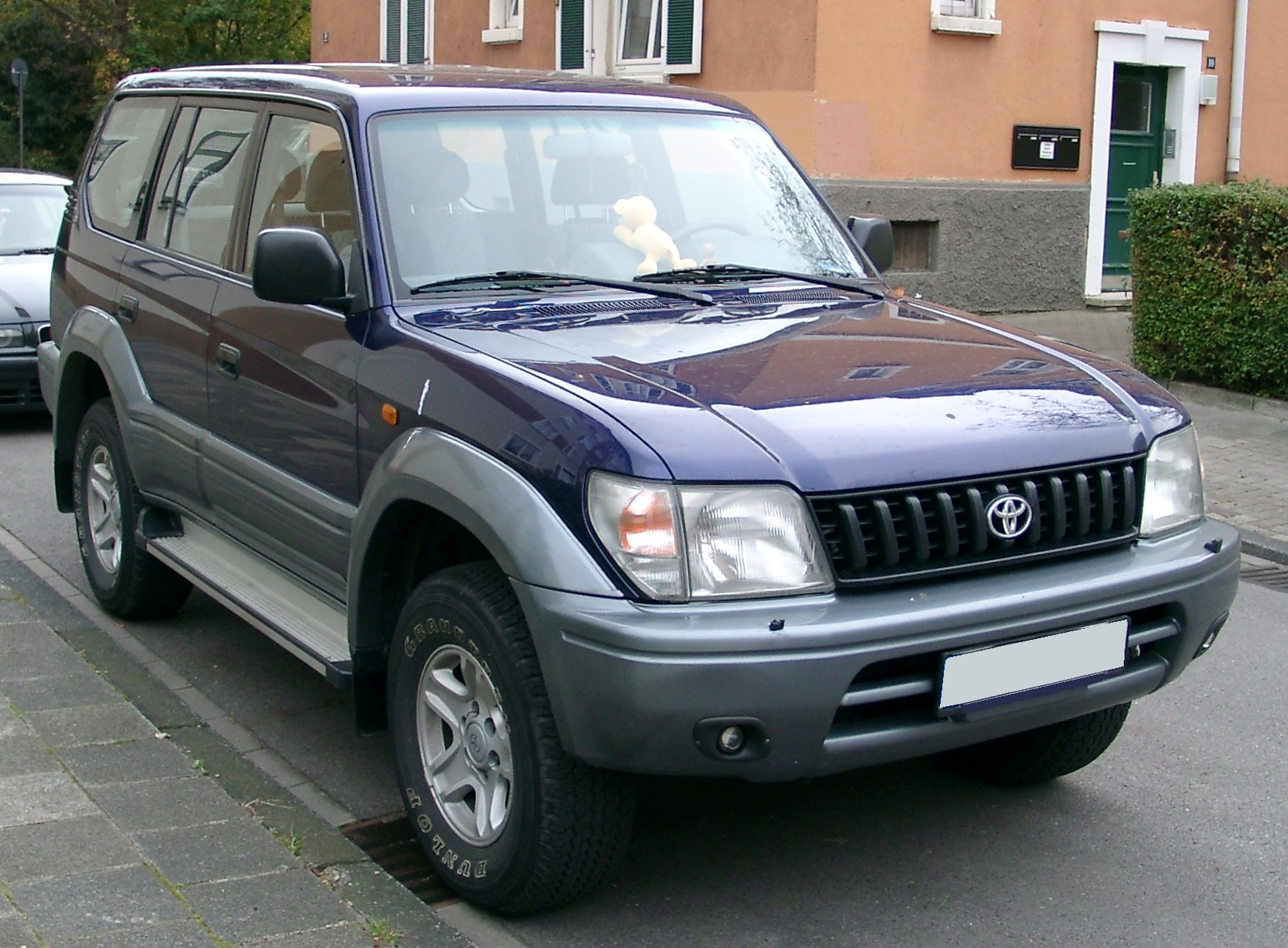
Toyota Land Cruiser J90

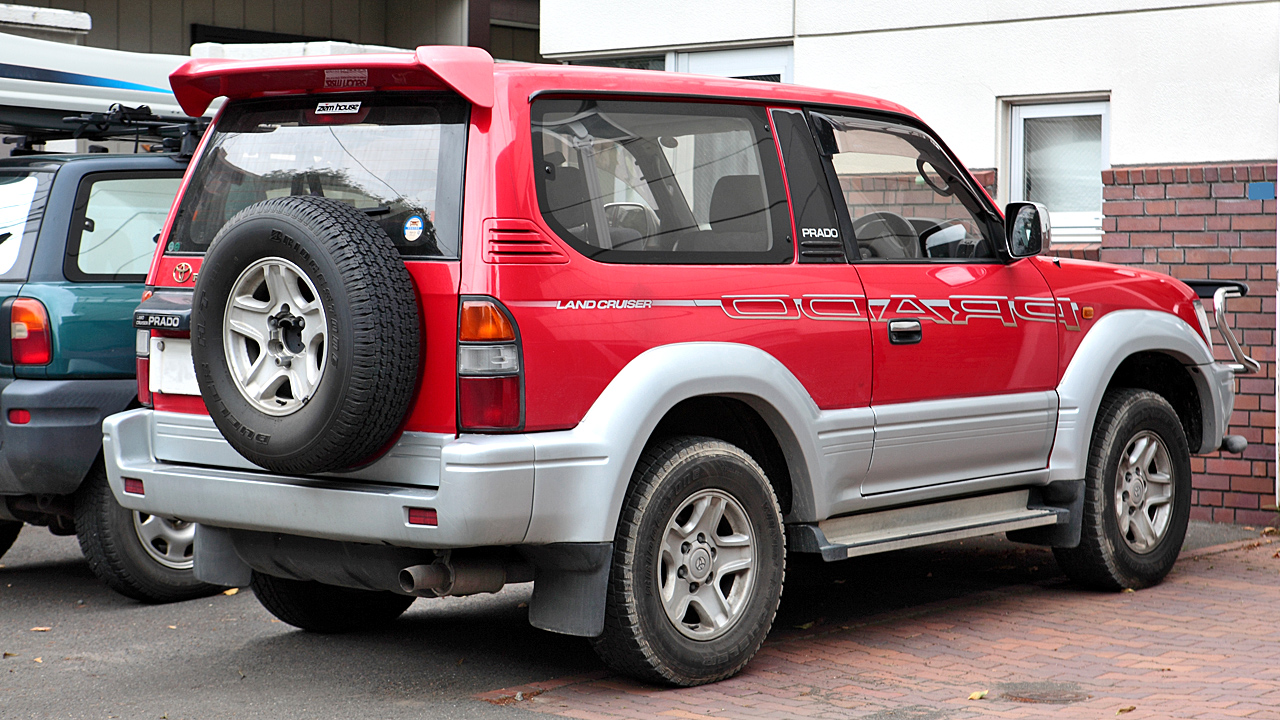
Toyota Land Cruiser Prado J90 – tył

Samochód zastąpił model J70 Prado/Bundera. Został zbudowany na zupełnie nowej ramie oraz zastosowano w nim nowe, niezależne przednie zawieszenie. W 1997 roku zaczęto stosować system kontroli trakcji (Active Traction Control oraz Vehicle Stability Control). W 1999 roku auto przeszło delikatny lifting. Występują wersje 5 osobowe i 8 osobowe.

### Silniki
- Benzynowe:
  - R4 2.7 (2693 cm³) DOHC 150 KM
  - V6 3.4 (3378 cm³) DOHC 185 KM
- Wysokoprężne:
  - R4 3.0 (2982 cm³) OHC 94 KM
  - R4 3.0 Turbo D-4D (2982 cm³) DOHC 170 KM
  - R4 3.0 Turbo (2982 cm³) OHC 130-140 KM

### Wyposażenie
Samochód wyposażony mógł być m.in. w skórzaną tapicerkę, podgrzewane fotele oraz klimatyzację. Samochód posiada ABS oraz zestaw dodatkowych przyrządów takich jak barometr, kompas, rejestrator prędkości, rejestrator wysokości nad poziomem morza. 

## Toyota Land Cruiser J100
Toyota Land Cruiser J100 produkowana była w latach 1998 – 2007.

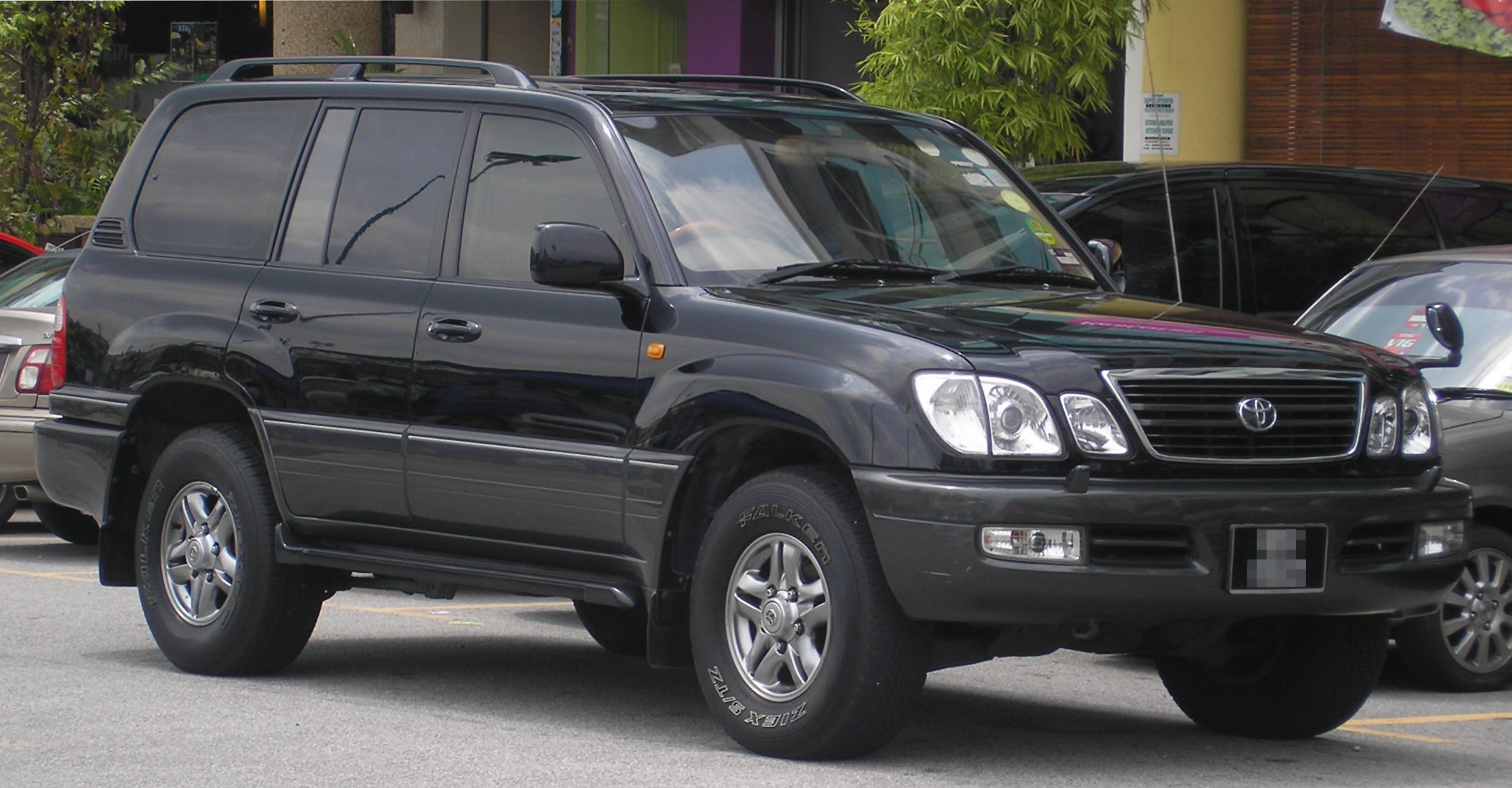
Toyota Land Cruiser Cygnus

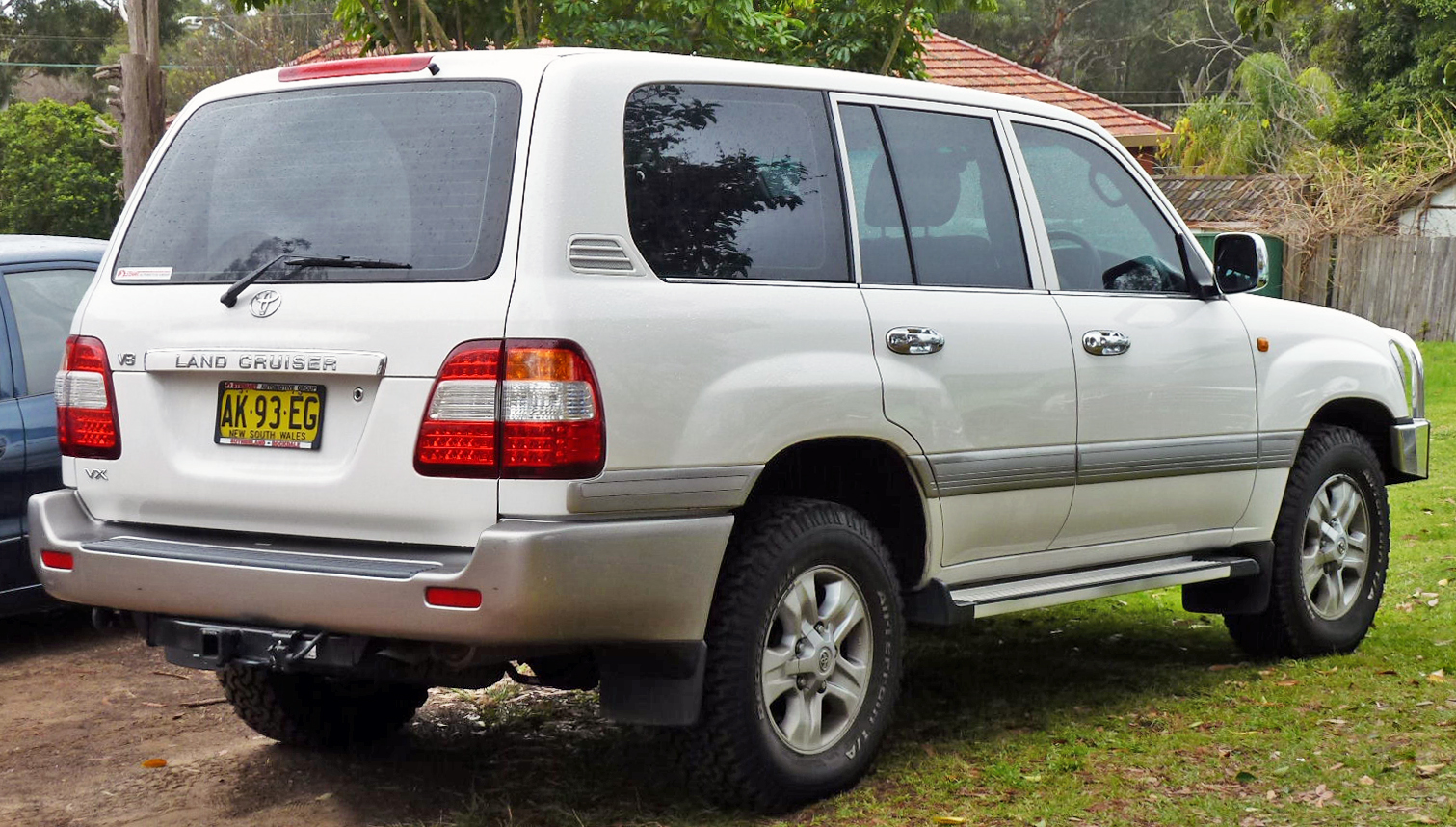
Toyota Land Cruiser J100 – tył

W 2003 roku auto przeszło pierwszy lifting. Unowocześnione zostało wnętrze pojazdu oraz zmienione zostały klosze lamp tylnych. W 2005 roku auto przeszło drugi lifting. Zmienione zostały m.in. tylne światła oraz deska rozdzielcza. Wprowadzone zostały także zmiany w silnikach i skrzyniach biegów, a do listy standardowego wyposażenia pojazdu dodano m.in. system stabilizacji toru jazdy oraz system kontroli trakcji (A-TRC).

### Silniki
- Benzynowe:
  - R6 4.5 (4477 cm³) DOHC 215 KM
  - V8 4.7 (4664 cm³) DOHC 238-275 KM
- Wysokoprężne:
  - R6 4.2 (4164 cm³) 135 KM
  - R6 4.2 Turbo (4164 cm³) OHC 204 KM

### Wyposażenie
Samochód opcjonalnie doposażyć można było m.in. w system nawigacji satelitarnej, kamerę cofania oraz trzeci rząd siedzeń.

## Toyota Land Cruiser J120
Toyota Land Cruiser J120 została po raz pierwszy zaprezentowana podczas targów motoryzacyjnych w Paryżu w 2002 roku.

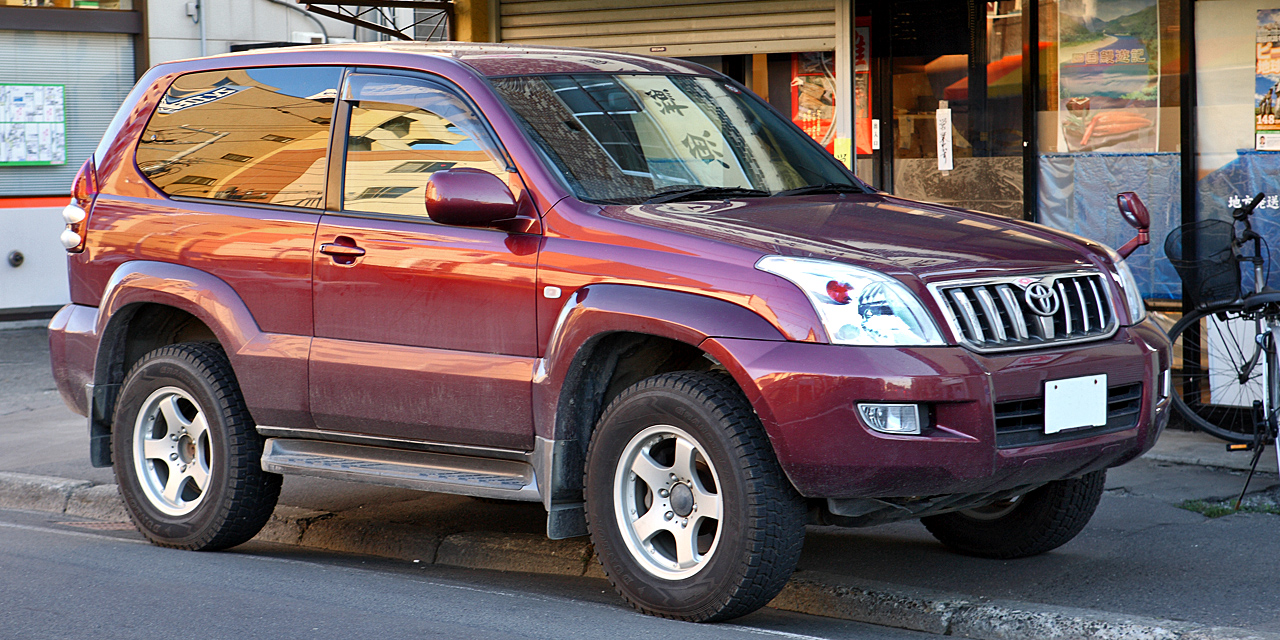
Toyota Land Cruiser Prado J120 3d

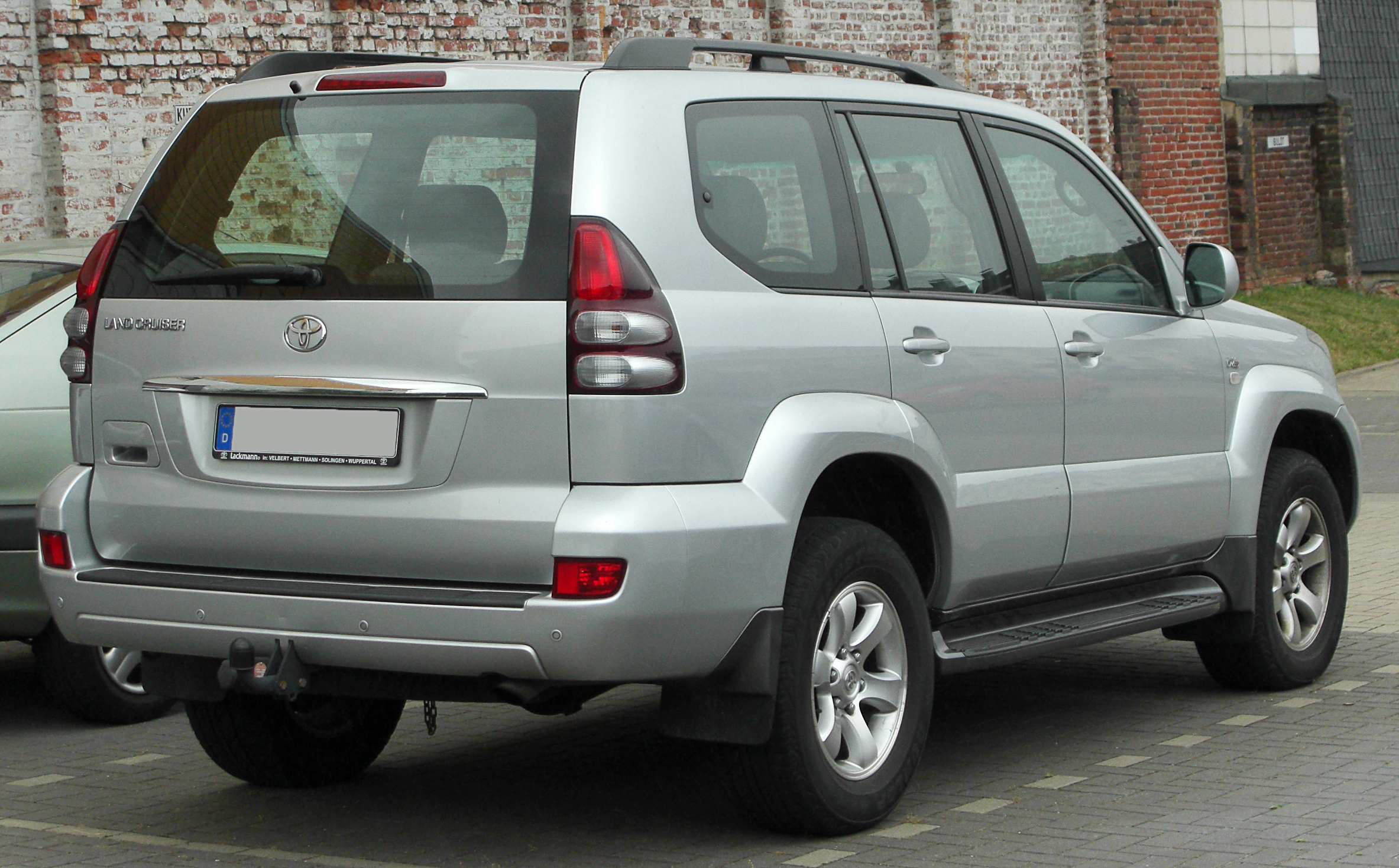
Toyota Land Cruiser J120 – tył

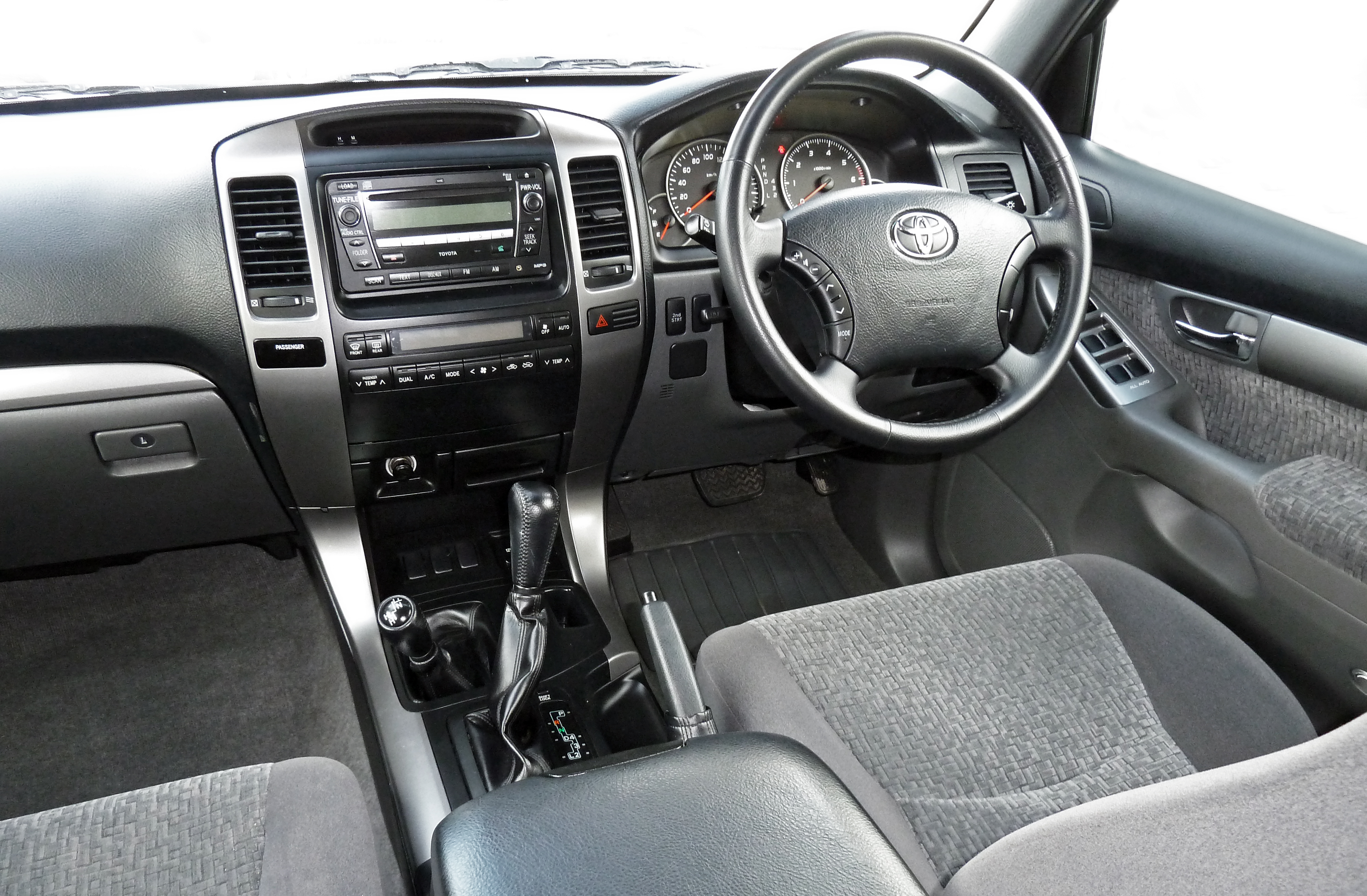
Toyota Land Cruiser Prado J120 – wnętrze

Pojazd podobnie jak poprzednicy występuje w dwóch wersjach nadwoziowych, długiej pięciomiejscowej (J120) i siedmiomiejscowej (J121) oraz krótkiej trzydrzwiowej (J125). Rama o profilu zamkniętym została w stosunku do poprzedniego modelu wzmocniona, poprawiony został także sposób mocowania nadwozia do ramy. Napęd pojazdu przekazywany jest na tylne koła za pośrednictwem sztywnego mostu, prowadzonego na drążkach wzdłużnych, opartego na sprężynach śrubowych. Napęd stały zawsze na 4 koła. Zawieszenie przednie niezależne, dwa wahacze trójkątne, stabilizatory z przodu i z tyłu. W wersji długiej opcjonalnie można zamówić tylne zawieszenie pneumatyczne TEMS (Toyota Electronic Modulated Suspension), które pozwala na regulację wysokości nadwozia. System ten oferowany jest z amortyzatorami o zmiennej charakterystyce tłumienia. W 2005 roku zmieniono charakterystykę silnika 1KD-FTV, podnosząc jego moc ze 163 do 166 KM i znacznie poprawiając przebieg momentu obrotowego.

### Silniki
- Benzynowe:
  - R4 2.7 (2693 cm³) DOHC 150 KM
  - R4 2.7 (2693 cm³) DOHC 163 KM
  - V6 3.4 (3378 cm³) DOHC 185 KM
  - V6 4.0 (3956 cm³) DOHC 249 KM
  - V8 4.7 (4664 cm³) DOHC 270 KM
- Wysokoprężne:
  - R4 3.0 (2986 cm³) OHC 94 KM
  - R4 3.0 (2982 cm³) OHC 145 KM
  - R4 3.0 (2982 cm³) DOHC 163-166 KM
  - R4 3.0 D-4D (2982 cm³) DOHC 173 KM (127 kW)/3400 obr./min

### Wyposażenie
- X

Samochód wyposażony może być m.in. w 11-głośnikowy zestaw audio JBL, subwooferem i DVD, skórzaną tapicerkę oraz drewniane wykończenie wnętrza.

## Toyota Land Cruiser J150
Toyota Land Cruiser J150 został po raz pierwszy oficjalnie zaprezentowany w 2009 roku.

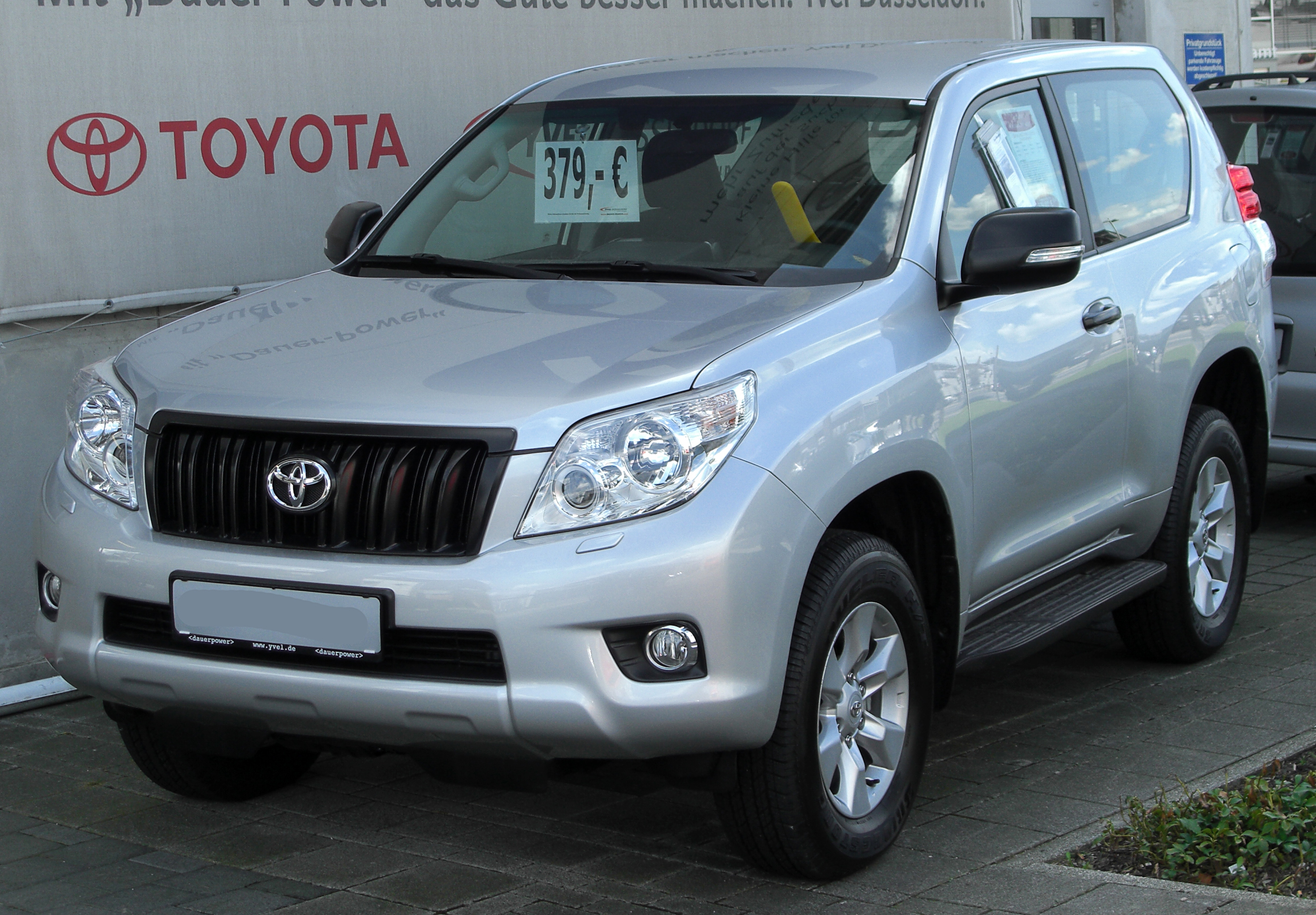
Toyota Land Cruiser 3d przed liftingiem

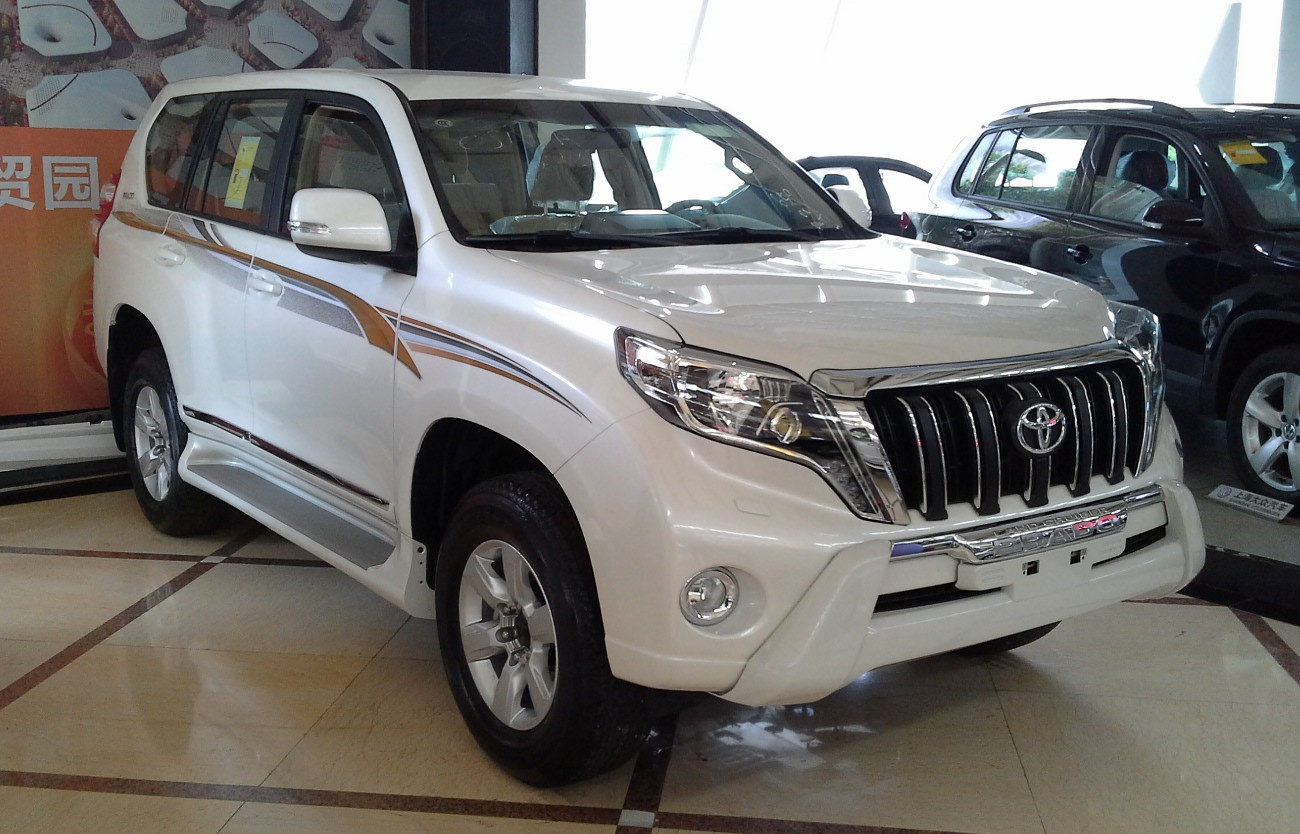
Toyota Land Cruiser Prado J150 po liftingu

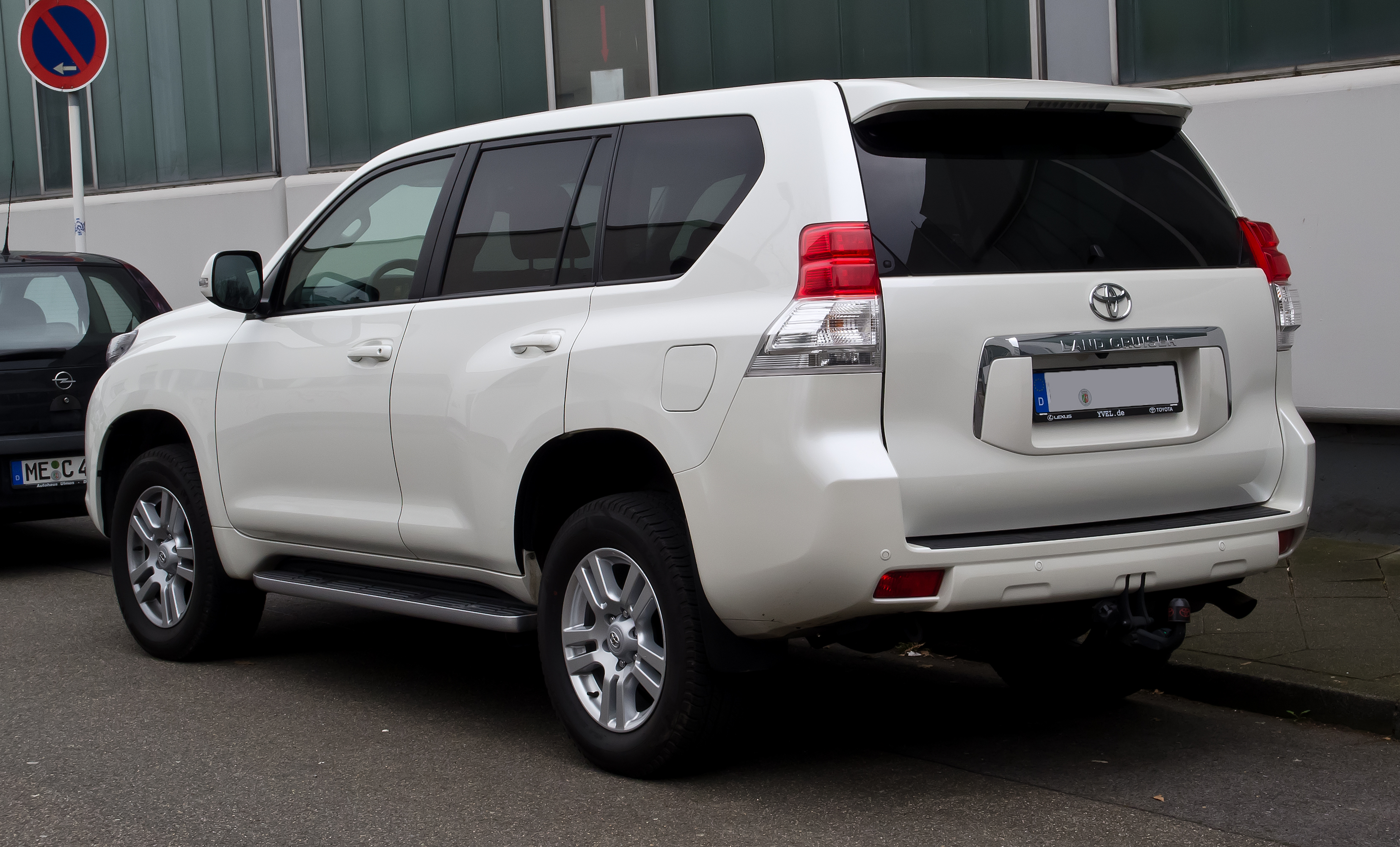
Toyota Land Cruiser J150 przed liftingiem – tył

W 2013 roku auto przeszło face lifting. Samochód otrzymał nowy pas przedni pojazdu (zmodernizowana atrapa chłodnicy, przeprojektowany przedni zderzak) oraz zmodyfikowane światła tylne, a także nowe przednie reflektory z wbudowanymi światłami do jazdy dziennej wykonanymi w technologii LED. We wnętrzu pojazdu zmodernizowana została całkowicie deska rozdzielcza pojazdu. Konsola centralna zyskała nowy zestaw przełączników oraz nowy zestaw wskaźników z 4,2-calowym wyświetlaczem TFT. Poprawione zostało także wykończenie pojazdu oraz odświeżono tapicerkę. Lista opcjonalnego wyposażenia pojazdu została wzbogacona o system Blind Spot Monitor i Rear Cross Traffic Alert.

### Silniki
- Benzynowe:
  - V6 4.0 Dual VVT-i (3956 cm³) 280 KM  (207 kW)/5600 obr./min
- Wysokoprężne:
- R4 1KD-FTV 3.0 D-4D (2982 cm³) 173 KM (127 kW)/3400 obr./min 410Nm
- R4 1KD-FTV 3.0 D-4D (2982 cm³) 190 KM (140 kW)/3400 obr./min 420Nm
  - R4 1GD-FTV 2.8 D-4D (2755 cm³) 177 KM (130 kW)/3400 obr./min 450Nm

### Wersje wyposażeniowe
- Prado
- Premium
- Invincible
- Executive

### Facelifting 2017
W 2017 roku na Salonie Samochodowym we Frankfurcie zaprezentowano odświeżoną wersję Land Cruisera J150. Auto zyskało nowy wygląd maski silnika, przedniego wlotu powietrza, reflektorów, przedniego zderzaka i błotników. Zmiany dotknęły również wnętrza – przeprojektowano deskę rozdzielczą, która jest odtąd wyposażona w 8-calowy ekran dotykowy. Auto wzbogacono m.in. o elektrycznie podgrzewaną przednią szybę, automatycznie upuszczane przy cofaniu lusterka czy ogrzewanie tylnych siedzeń. Wyższe wersje wyposażenia otrzymały pakiet Toyota Safety Sense, w skład którego wchodzą system ochrony przeciwzderzeniowej z funkcją wykrywania pieszych, adaptacyjny tempomat z funkcją hamowania, układ ostrzegania o niezamierzonej zmianie pasa ruchu i automatyczne światła drogowe.

## Toyota Land Cruiser J200
Toyota Land Cruiser J200 została po raz pierwszy oficjalnie zaprezentowana podczas targów motoryzacyjnych w Tokio w 2007 roku.

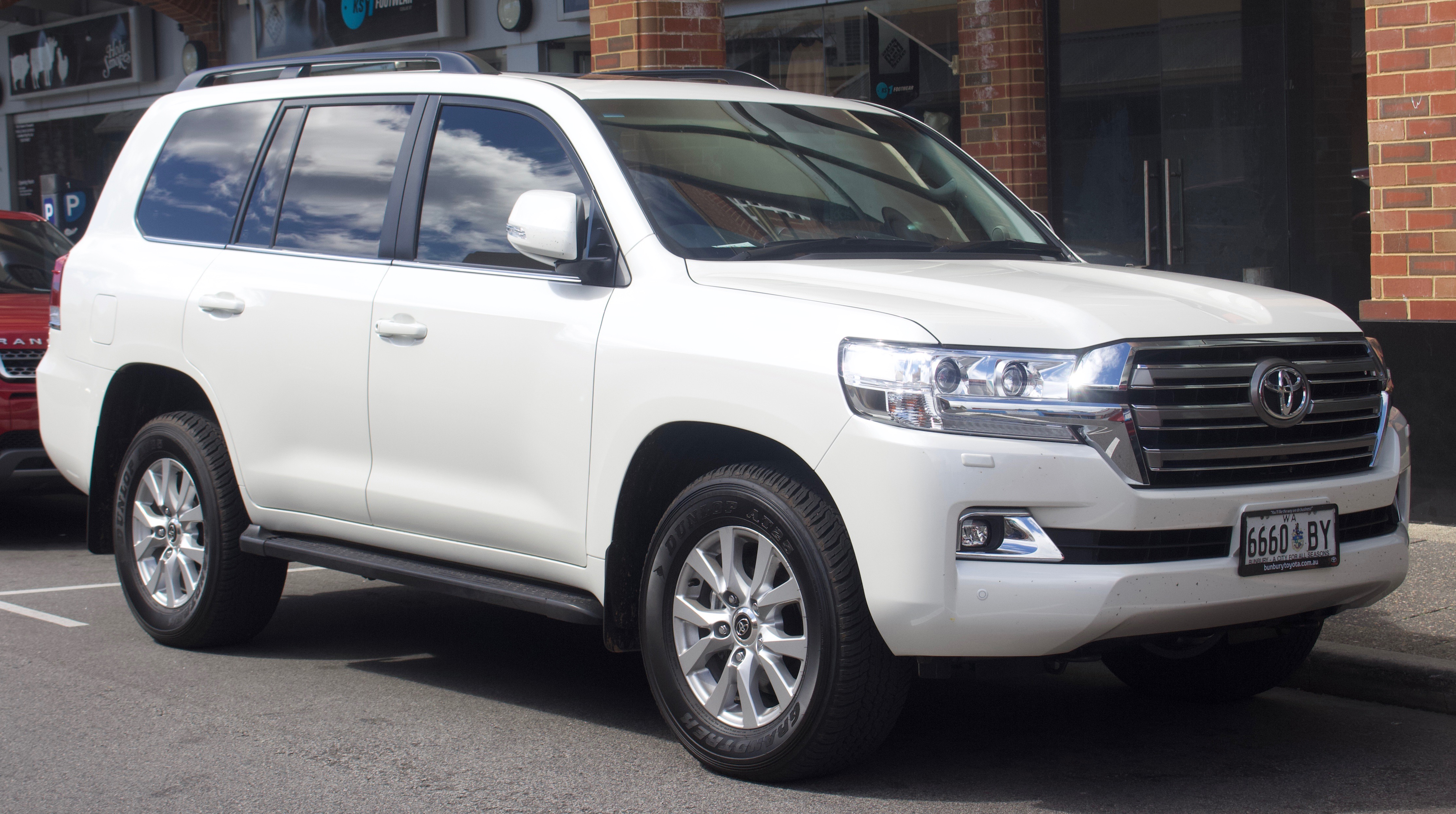
Toyota Land Cruiser J200 po liftingu

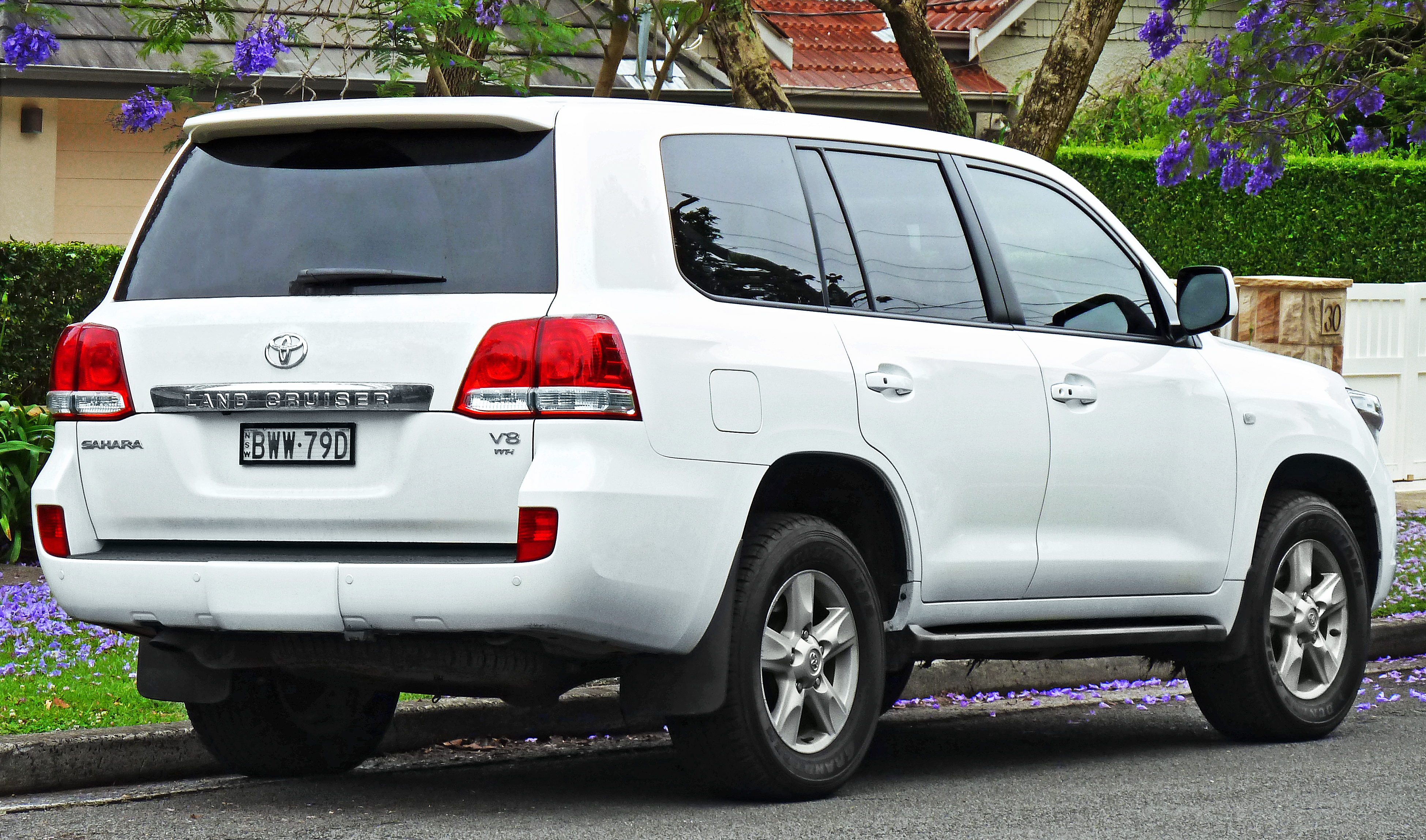
Toyota Land Cruiser J200 przed liftingiem – tył

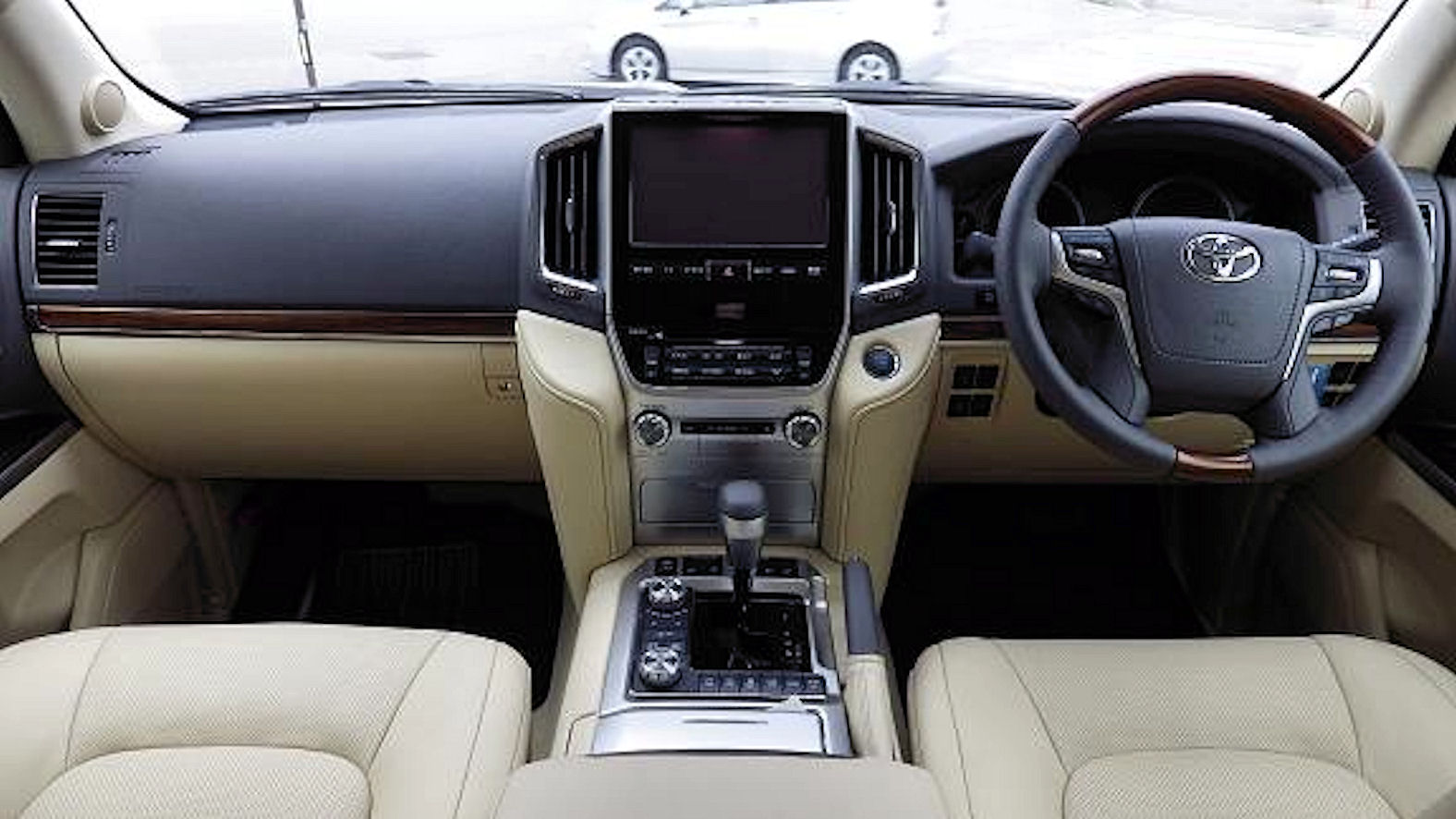
Toyota Land Cruiser J200 – wnętrze

W drugiej połowie 2015 roku auto przeszło face lifting. Odświeżony został m.in. pas przedni pojazdu. Lampy tylne wykonane zostały w całości w technologii LED.

### Silniki
- Benzynowe:
  - V6 4.0 (3956 cm³) DOHC 239 KM
  - V8 4.6 (4608 cm³) DOHC 318 KM (234 kW)/5600 obr./min
  - V8 4.7 (4663 cm³) DOHC 288 KM
  - V8 5.7 (5663 cm³) DOHC 381 KM
- Wysokoprężne:
  - V8 4.5 D-CAT (4461 cm³) DOHC 328 KM

### Wyposażenie
- Prestige
- Limited
- Brownstone Edition – wersja limitowana przeznaczona na rynek rosyjski[10]